# Cantonul Vatan
Cantonul Vatan este un canton din arondismentul Issoudun, departamentul Indre, regiunea Centru, Franța.

## Comune
- Aize
- Buxeuil
- La Chapelle-Saint-Laurian
- Fontenay
- Giroux
- Guilly
- Liniez
- Luçay-le-Libre
- Ménétréols-sous-Vatan
- Meunet-sur-Vatan
- Reboursin
- Saint-Florentin
- Saint-Pierre-de-Jards
- Vatan (reședință)